# Засвирь
Засвирь (бел. Засвір) — деревня в Мядельском районе Минской области Беларуси. Входит в состав Свирского сельсовета.

## География
Засвирь находится в северо-западном углу Минской области вблизи северо-восточного берега озера Свирь в 4 км к востоку от посёлка Свирь. Через деревню проходит автодорога Лынтупы — Занарочь.

## История

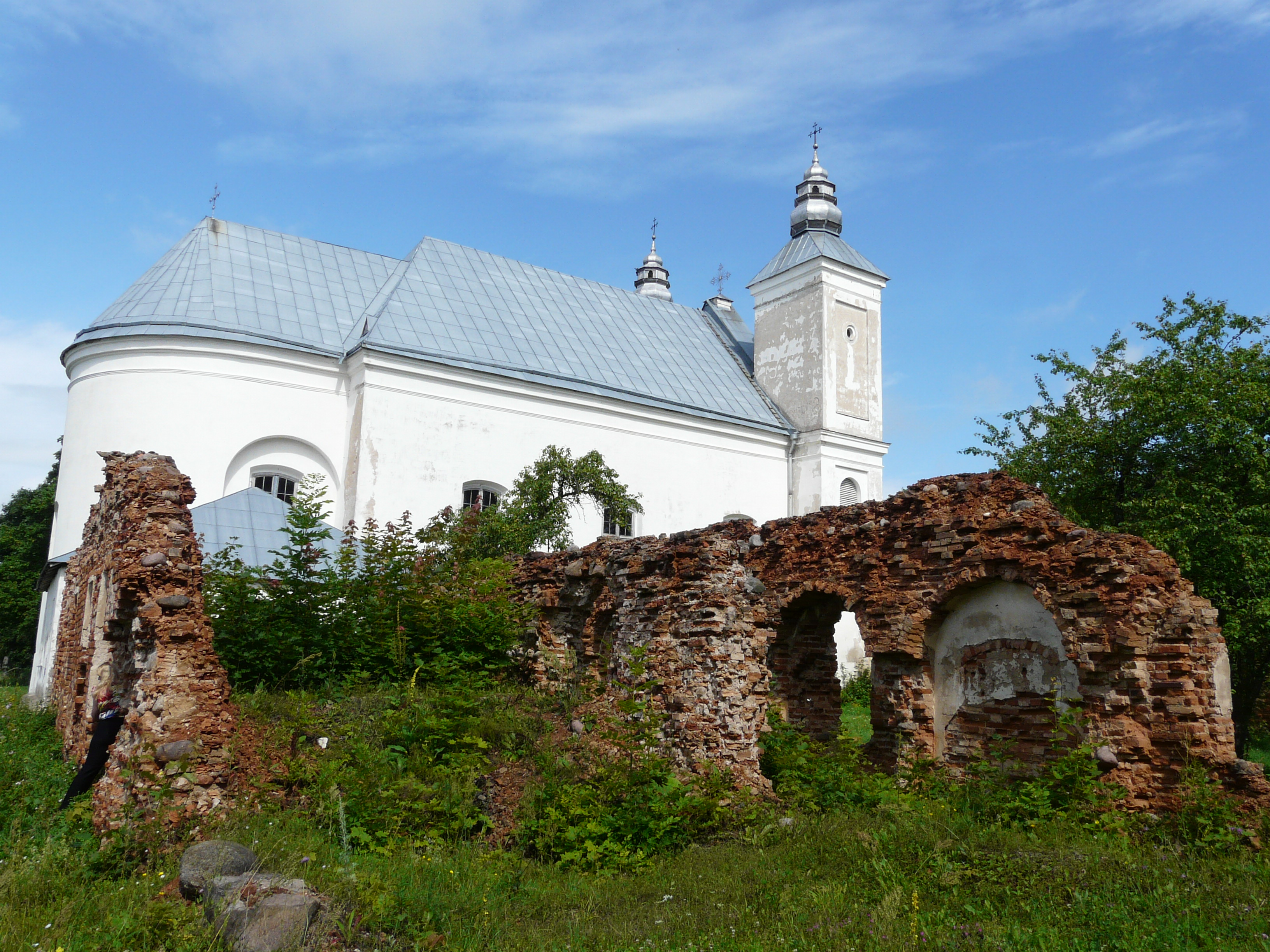
Руины бывшего монастыря кармелитов рядом с храмом

В 1697 году в Засвири был основан монастырь кармелитов на средства ошмянского маршалка Криштофа Зеновича. Первоначально монастырский комплекс был деревянным, но в 1714 г. Криштоф и Ядвига Зеновичи выстроили каменный Троицкий храм и монастырские постройки. Монастырь в Засвири был одним из самых крупных мужских кармелитских монастырей в ВКЛ, численность братии доходила до 20 монахов.
В 1795 году в результате третьего раздела Речи Посполитой Засвирь вошла в состав Российской империи, где стала казённым городком Свенцянского уезда Виленской губернии.
После подавления восстания 1830 года кармелитский монастырь наряду со множеством других католических монастырей на территории современной Белоруссии был закрыт царскими властями, а храм св. Троицы стал обычной приходской католической церковью.
В 1861 году Засвирь — казенное местечко, 14 дворов и 96 жителей.
После подавления восстания 1863 года был закрыт костёл, здание передали православной церкви.
В 1865 г. в местечке 53 ревизские души, церковь и школа.
В 1868 г. — местечко в составе Свирской волости Свенцянского уезда, 8 дворов, 96 жителей.
С 1893 г. работала 2-классная церковно-приходская школа (в 1896/1897 учебном году в ней учились 38 мальчиков).
В 1897 году — 21 двор, 199 жителей. В конце XIX века в селе действовали народное училище и церковно-приходская школа.
В декабре 1905 г., во время Первой российской революции, в Засвирь были направлены солдаты (половина роты) для подавления революционных волнений.
В 1907 г. — местечко насчитывало 140 жителей.
Во время Первой мировой войны в здании монастыря располагался немецкий госпиталь. Возле монастыря хоронили погибших немецких солдат.
В 1919 г. костел был возвращен католикам.
В результате Рижского мирного договора 1921 года, Засвирь  оказалась в составе Срединной Литвы.
В феврале 1921 г. в Засвири действовала белорусская школа (36 учеников), которая впоследствии была закрыта польскими властями. Храм св. Троицы был возвращён католикам. Первым священником, служившим в Засвири после возвращения храма Католической церкви был поэт и общественный деятель Свояк Казимир.
С 1924 г. в составе Виленского воеводства межвоенной Польши.

7 сентября 1939 г. части Красной армии перешли советско-польскую границу. В «Дневнике боевых действий Белорусского фронта» 17 сентября было записано:
«Авиация 3-й армии осуществляла полеты в районах Поставского укрепленного района, озера Свирь, озера Нарочь, озера Мядель, Глубокого, Свентян, Лынтуп, Вилейки с целью определение мест расположения польских военных аэродромов, мест дислокации польских войск в районах старых немецких укреплений..." 
С 12.10.1940 г. в Шеметовском сельсовете Свирского района Вилейской области.
В сентябре 1943 года в деревне были убиты 2 жителя и разрушены 23 дома гитлеровцами (до войны в деревне Засвирь проживало 286 жителей и насчитывалось 63 дома).
С 20.09.1944 г. в составе Молодечненской области.
После войны в бывших зданиях монастыря разместилась школа и общежитие, а храм был закрыт. Постепенно весь комплекс оказался заброшен и постепенно разрушался.

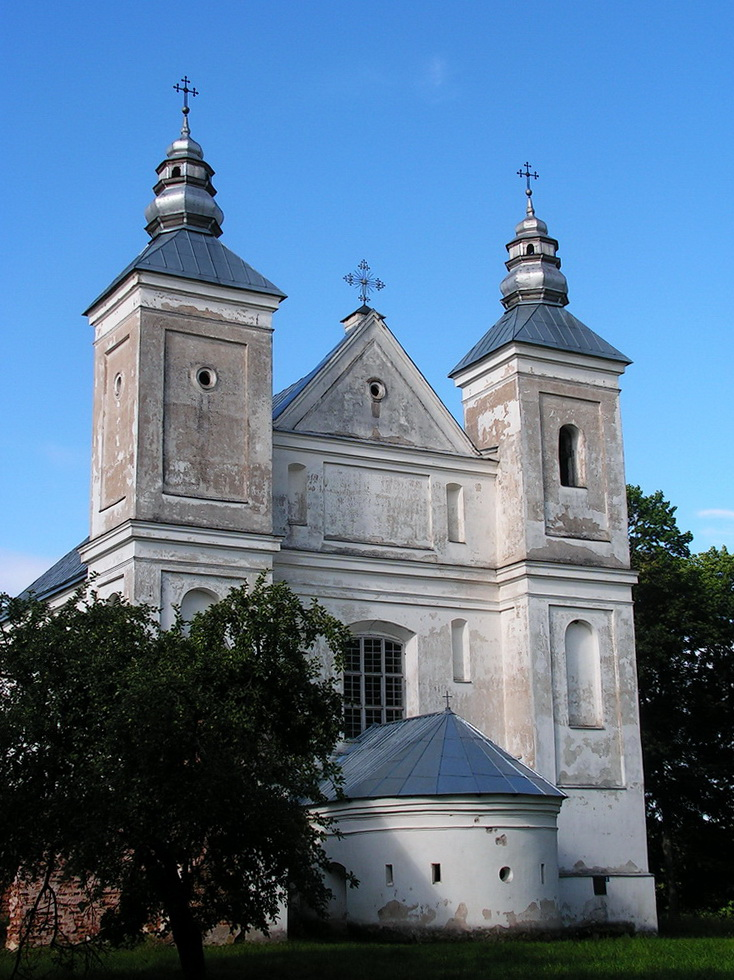
Троицкий храм

В 1950 г. жители деревни создали колхоз "Красное Знамя".  В 1960 г. -  деревня в составе совхоза "Свирь" (центр г.п. Свирь), 105 жителей.
С 20.01.1960 г. — в составе Минской области, с 20.05.1960 г. — в составе Свирского поселкового Совета.
12.11.1966 г. к деревне присоединены хутора Олешки, Внуки, Сабиново.
В 1990 году власти вернули здание храма Католической церкви, после чего была проведена его реставрация. От бывших зданий монастыря сохранились лишь фрагменты руин.
01.01.1997 г. — 53 двора, 94 жителя. Клуб, библиотека, магазин, животноводческая ферма.
27.04.2003 г. — в Занарочском сельском клубе прошло мероприятие под названием "Праздник деревни Засвирь".
В 2009 г. — 69 жителей.
По состоянию на 01.01.2017 г. — 61 житель. Три улицы: Центральная, Внуковская, Озерная; один переулок: Сабиново.

## Достопримечательности
- Троицкий католический храм. Построен в 1713—1714 годах в стиле сарматского барокко. Действует.
- Фрагменты руин зданий бывшего кармелитского монастыря
- Деревянная усадьба «Олешки» (конец XIX-начало XX века)
- Кладбище солдат первой мировой войны.
- Свято-Троицкая православная церковь (Засвирь)

## Известные жители и уроженцы
- Свояк Казимир (1890—1926) — католический священник, белорусский поэт.
- Дроздович Язэп (1888 - 1954) — белорусский живописец, график, скульптор, писатель, фольклорист, этнограф и археолог.